# Cardioglossa occidentalis
Cardioglossa occidentalis é uma espécie de anfíbio anuro da família Arthroleptidae. Não foi ainda avaliada pela Lista Vermelha do UICN. Está presente na Costa do Marfim, Gana, Guiné-Conacri, Libéria e Serra Leoa.